# مغالطه توسل به زور
مغالطه توسل به زور یا (بهانگلیسی: Appeal to Force) یا (به لاتین:Argumentum ad baculum) به معنای بهره برداری از زور و خشونت بجای استدلال ورزی است؛ که می تواند توسط افراد و دولت ها مورد استفاده قرار گیرد و صدماتی ببار آورد.

## الگوی منطقی
استدلال X نادرست است.
نادرست دانستن استدلال  X باعث آسیب می شود.
بنابراین استدلال X درست است. 

## نمونه ها
نمونه ۱:
دزدی کردن درست است و اگر این را قبول نکنید و انجام ندهید کشته خواهید شد.
نمونه ۲:
کارفرما از کارمند خود،درخواست نادرست و نابجایی دارد و تهدید کرده است که اگر کارمند از انجام آن خودداری کند؛او را اخراج خواهد کرد. 